# Ana Terter
Ana Terter (in serbo Ана Тертер?; ... – dopo il 1304) era una principessa bulgara e regina consorte di Serbia (1284-1299). È stata la quarta moglie del re Stefano Uroš II Milutin di Serbia.

## Biografia
Secondo Giorgio Pachimere, Ana era "la figlia di Terter, partorita dalla sorella di Asen". La sorella di Asen era Kira Maria, seconda moglie di Giorgio I Terter. Secondo un'altra teoria era figlia di Giorgio I Terter e della sua prima moglie Maria, il che farebbe di Ana una sorella naturale dello zar di Bulgaria Teodoro Svetoslav.
Nel 1284 Ana sposò come terza moglie il re Stefano Uroš II Milutin di Serbia. Il suo matrimonio con Stefan Milutin è dinastico, cioè previsto dall'Accordo di Deževa. Nel 1299 Stefan Uroš II Milutin divorziò da Ana per sposare Simonida, che aveva solo 5 anni.

## Discendenza
Ana Terter e Stefano Uroš II Milutin ebbero due figli:
- Stefano Uroš III Dečanski, che succedette come re di Serbia.
- Ana-Neda di Serbia, che sposò Michele Sisman di Bulgaria.

## Ascendenza
|                                |   |                     | Genitori                  |  |  | Nonni |  |  | Bisnonni |  |  | Trisnonni |  |
|                                |   |                     |                           |  |  |       |  |  | …        |  |  | …         |  |
|                                |   |                     |                           |  |  |       |  |  | …        |  |  | …         |  |
|                                |   | …                   |                           |  |  |       |  |  | …        |  |  |           |  |
| …                              |   |                     |                           |  |  |       |  |  | …        |  |  |           |  |
|                                |   | …                   | …                         |  |  |       |  |  |          |  |  |           |  |
|                                |   | …                   | …                         |  |  |       |  |  |          |  |  |           |  |
|                                |   | …                   | …                         |  |  |       |  |  |          |  |  |           |  |
| Giorgio I di Bulgaria          |   | …                   |                           |  |  |       |  |  |          |  |  |           |  |
|                                |   | …                   | …                         |  |  |       |  |  |          |  |  |           |  |
|                                |   | …                   | …                         |  |  |       |  |  |          |  |  |           |  |
|                                |   | …                   | …                         |  |  |       |  |  |          |  |  |           |  |
| …                              |   | …                   |                           |  |  |       |  |  |          |  |  |           |  |
|                                |   | …                   | …                         |  |  |       |  |  |          |  |  |           |  |
|                                |   | …                   | …                         |  |  |       |  |  |          |  |  |           |  |
|                                |   | …                   | …                         |  |  |       |  |  |          |  |  |           |  |
| Ana Terter                     |   | …                   |                           |  |  |       |  |  |          |  |  |           |  |
|                                | … | …                   |                           |  |  |       |  |  |          |  |  |           |  |
|                                | … | …                   |                           |  |  |       |  |  |          |  |  |           |  |
|                                | … | …                   |                           |  |  |       |  |  |          |  |  |           |  |
| Mico Asen di Bulgaria          | … |                     |                           |  |  |       |  |  |          |  |  |           |  |
|                                |   | …                   | …                         |  |  |       |  |  |          |  |  |           |  |
|                                |   | …                   | …                         |  |  |       |  |  |          |  |  |           |  |
|                                |   | …                   | …                         |  |  |       |  |  |          |  |  |           |  |
| Kira Maria Asenina di Bulgaria |   | …                   |                           |  |  |       |  |  |          |  |  |           |  |
|                                |   | Ivan Asen II        | Ivan Asen I               |  |  |       |  |  |          |  |  |           |  |
|                                |   | Ivan Asen II        | Ivan Asen I               |  |  |       |  |  |          |  |  |           |  |
|                                |   | Ivan Asen II        | Elena-Eugenia di Bulgaria |  |  |       |  |  |          |  |  |           |  |
| Maria Asenina di Bulgaria      |   | Ivan Asen II        |                           |  |  |       |  |  |          |  |  |           |  |
|                                |   | Irene Comneno Ducas | Teodoro I d'Epiro         |  |  |       |  |  |          |  |  |           |  |
|                                |   | Irene Comneno Ducas | Teodoro I d'Epiro         |  |  |       |  |  |          |  |  |           |  |
|                                |   | Irene Comneno Ducas | Maria Petralife           |  |  |       |  |  |          |  |  |           |  |
|                                |   | Irene Comneno Ducas |                           |  |  |       |  |  |          |  |  |           |  |